# Ёсэ (го)
Ёсэ (яп. ヨセ) — финальная стадия партии в игре го. В го, при переходе игры в ёсэ, статус жизни и смерти групп уже определён, оставшиеся ходы должны завершить оформление границ территории игроков. Ходы в ёсэ приносят меньшее количество очков по сравнению с начальной стадией игры, тем не менее, умение вести подсчёт очков и владение инициативой на финальной стадии является одним из ключевых в го. Чаще всего, наибольшее количество очков в ёсэ приносят ходы по 2-й и 1-й линиям на границах территорий.
Ёсэ — сложная часть игры, требующая аккуратного подсчёта в локальных позициях с одновременным восприятием целостной картины партии. В большинстве партий ёсэ является решающей стадией (если один из игроков имеет огромное преимущество, например, в результате убийства группы, то можно сказать, что партия уже завершена, и в такой позиции сопернику следовало бы сдаваться; при равной борьбе и захвате территории исход партии будет решаться именно на этапе ёсэ).

## Тактика в ёсэ
Понятия сэнтэ и готэ являются ключевыми в понимании ведения игры на стадии ёсэ. Сэнтэ  (яп. 先手) — ход, на который противник обязательно должен ответить, в противном случае он понесёт большие потери. Готэ  (яп. 後手) — ход, не требующий от противника немедленного ответа, или последовательность ходов, в которой последний ход вынужден делать тот же игрок, который делал первый. Готэ отдаёт противнику инициативу, поскольку он не связан необходимостью отвечать на предыдущий ход игрока и может сам выбирать, в какой части доски ходить дальше. В противоположность готэ, сэнтэ позволяет сохранить инициативу. Сэнтэ-ходы в ёсэ позволяют получать ценные очки на границах территории. При этом также важно оценивать стоимость каждого хода: если ход в другой части доски может принести больше очков, то соперник может не ответить на ваш ход, продолжив игру в другом месте. Здесь становится крайне важным умение быстро определять количество очков после каждого хода.

## Влияние на математику
Изучение структуры ёсэ в го привело известного математика Джона Конвея к открытию сюрреальных чисел.